# Wydział Mechaniczny Technologiczny Politechniki Warszawskiej
Wydział Mechaniczny Technologiczny (MT) – wydział Politechniki Warszawskiej.
Do 31 lipca 2021 Wydział Inżynierii Produkcji. Do roku 1995 pod nazwą Wydział Mechaniczny Technologii i Automatyzacji, a wcześniej jako Wydział Mechaniczny Technologiczny (od 1951).
Wydział mieści się w Gmachu Nowym Technologicznym przy ul. Narbutta 85.

## Władze Wydziału
- Dziekan: prof. dr hab. inż. Tomasz Chmielewski
- Prodziekan ds. ogólnych i nauki: dr hab. inż. Rafał Świercz
- Prodziekan ds. kształcenia i organizacji studiów: dr inż. Grzegorz Wróblewski
- Prodziekan ds. studenckich: dr hab. inż. Zuzanna Żołek-Tryznowska, prof. PW
- Prodziekan ds. studiów niestacjonarnych i współpracy międzynarodowej: dr hab. inż. Dariusz Golański, prof. PW

## Kierunki i specjalności
Studia I stopnia (dyplom inżyniera lub licencjata)
- Automatyzacja i Robotyzacja Procesów Produkcyjnych
- Mechanika i Budowa Maszyn
  - Inżynieria Produkcji
  - Techniki Wytwarzania
- Zarządzanie i Inżynieria Produkcji
  - Inżynieria Procesów Produkcyjnych
  - Systemy CAD-CAM
  - Transfer Technologii i Zarządzanie Innowacjami
  - Zarządzanie Produkcją

- Papiernictwo i Poligrafia
  - Technologia Poligrafii
  - Eksploatacja Maszyn Poligraficznych

Studia II stopnia (dyplom magistra lub magistra inżyniera)
- Mechanika i Budowa Maszyn
  - Inżynieria Produkcji
  - Komputerowe Projektowanie Maszyn i Procesów Technologicznych
  - Technologie Metali i Tworzyw Sztucznych
  - Uzbrojenie
  - Biomechanika Inżynierska
  - Obrabiarki CNC
  - Technologie Poligrafii

- Automatyzacja i Robotyzacja Procesów Produkcyjnych
  - Elastyczne systemy wytwarzania
  - Automatyzacja procesów wytwórczych
- Zarządzanie i Inżynieria Produkcji
  - Zarządzanie i Inżynieria Produkcji Zglobalizowanej
  - Global Industrial Management and Engineering (studia w języku angielskim)

Studia III stopnia (dyplom doktora)
- Budowa i Eksploatacja Maszyn
  - Technologia Maszyn
  - Zarządzanie Produkcją, Transfer Technologii, Produktywność, Innowacje Technologiczne

## Instytuty i Zakłady
- Instytut Organizacji Systemów Produkcyjnych (IOSP) – od 01.09.2008 r. z Wydziału Mechanicznego Technologicznego (wówczas pod nazwą Wydziału Inżynierii Produkcji) został wyodrębniony: Wydział Zarządzania Politechniki Warszawskiej
  - Zakład Badań i Rozwoju Produkcji
  - Zakład Organizacji Procesów Produkcyjnych
  - Zakład Systemów Informatycznych
  - Zakład Technologii Poligraficznych
  - Zakład Ekonomiki i Zarządzania Przedsiębiorstwem
  - Zakład Systemów Zapewniania Jakości
- Instytut Mechaniki i Konstrukcji (IMiK)
  - Zakład Mechaniki i Technik Uzbrojenia
  - Zakład Konstrukcji Maszyn i Inżynierii Biomedycznej
- Instytut Technik Wytwarzania (ITW)
  - Zakład Obróbki Plastycznej i Odlewnictwa
  - Zakład Inżynierii Spajania
  - Zakład Obróbek Wykańczających i Erozyjnych
  - Zakład Przetwórstwa Tworzyw Sztucznych
  - Zakład Automatyzacji i Obróbki Skrawaniem
- Instytut Technologii Maszyn (ITM)
  - Zakład Obrabiarek i Systemów Wytwarzania
  - Zakład Technologii Maszyn
  - Zakład Skrawania i Narzędzi
  - Zakład Obróbek Wykańczających i Erozyjnych

## Koła naukowe
- Koło Naukowe CMYK – tematyka: grafika komputerowa, poligrafia
- Koło Naukowe Przetwórstwa Tworzyw Sztucznych POLIMER – tematyka: przetwórstwo tworzyw sztucznych
- Koło Naukowe Biomechaniki i Inżynierii Biomedycznej BIOMECH – tematyka: projekty z dziedziny biomechaniki, badania wytrzymałościowe kości, konstrukcje maszyn do precyzyjnego cięcia, współpraca ze środowiskiem lekarskim, głównie z obszaru ortopedii i stomatologii.
- Koło Naukowe Technologie i Materiały TiM – tematyka: doskonalenie technik wytwarzania odlewów, odlewnictwo precyzyjne
- Spawalnicze Koło Naukowe JOINT – tematyka: spawalnictwo, wiązka elektronów, technika próżniowa, mechanika, obróbka cieplna materiałów, techniki wytwarzania[3]
- Koło Naukowe Konstruktor – tematyka: mechanika, pneumatyka, automatyzacja procesów produkcyjnych,
- Koło Naukowe Ergonomia – tematyka: ergonomia, zastosowania jej w przedsiębiorstwach
- Koło Naukowe CIM – tematyka: komputerowo zintegrowane wytwarzanie